# جوائز القرص الذهبي
جوائز القرص الذهبي ((هانغل: 골든 디스크 어워드)؛ تلفظ: كولدن ديسكو أووودو) بدأت في عام 1986 هي جوائز سنوية تمنحها جمعية صناعة الموسيقى الكورية للإنجازات البارزة في صناعة الموسيقى في كوريا الجنوبية.

## وصلات خارجية
- الموقع الرسمي